# Thomas Farrington
Tomas Farrington (1798 - 2 de diciembre de 1872), fue un abogado y político estadounidense.

## Vida
Residió en Owego, una población del condado de Tioga, Nueva York, Estados Unidos.
Fue miembro del Partido Demócrata, elegido por el condado de Tioga de la Asamblea del Estado de Nueva York en 1833 y 1840. Fue suplente del condado Tioga desde 1835 a 1840. Además, ejerció como Tesorero del Estado de Nueva York desde 1842 a 1845 y de 1846 a 1847.
Fue delegado de la Convención Nacional Republicana de 1856.